# Inna Kristianne Beza Palacios
Inna Kristianne Beza Palacios (* 8. Februar 1994 in Manila) ist eine philippinische Fußballspielerin.

## Leben
Beza Palacios wurde in Manila geboren und wuchs im Stadtteil Tondo, Metro Manila auf. In Manila besuchte sie für ihre schulische Ausbildung das Colegeo San Agustin-Makati in Dasmariñas Village, einem Stadtteil der Makati City. Nach ihrem Abschluss im Frühjahr 2012 schrieb sie sich im Herbst 2012 für ihr Studium an der Universität De La Salle ein.

### Fußballkarriere

#### Verein
Beza Palacios startete ihre Karriere 2004, in der Schulmannschaft des Colegeo San Agustin-Makati. In dieser Zeit spielte die damals 10-jährige als Flügelstürmerin für CSA Makati in Dasmariñas Village. 2007 verletzte sich die Torhüterin von CSA Makati und sie rückte ins Tor. Dies machte Beza Palacios so gut, dass sie fortan auf der Torhüter Position spielte. In ihrer Zeit bei CSA Makati wurde sie fünfmal zur Most Valuable Playerin gewählt, bevor sie sich für ein Studium an der Universität De La Salle entschied. Derzeit spielt sie kein Vereinsfußball und steht lediglich im Tor der Universität De La Salle, welche in der Athletic College Liga Pinay Futbol League spielen.

#### Nationalmannschaft
Am 11. September 2011 wurde Baza Palacios erstmals in die Philippinische Fußballnationalmannschaft der Frauen berufen und spielte ihr A-Länderspiel-Debüt im selben Jahr. Es folgten im Jahr 2012 zwei weitere Länderspiele, wodurch sie bislang zur dreimaligen A-Nationalspielerin wurde. Am 11. April 2013 wurde sie als eine von 50 Spielerinnen für den erweiterten Kader für den AFC Women’s Asian Cup in Bangladesch nominiert. Sie schaffte es im Mai 2013 zusammen mit ihren Vereinskameradinnen Natasha Alquiros und der Tochter des Nationaltrainers Samantha Nierras in den finalen Kader für den AFC Women’s Asian Cup in Bangladesch.